# Superstrada S2
La superstrada S2 è una superstrada polacca che attraversa il Paese da ovest a est, da Konotopa a Lubelska. Fa parte della strada europea E30.